# Nazionale maschile under 17 di calcio della Germania
La nazionale di calcio tedesca Under-17 è la rappresentativa calcistica Under-17 della Germania ed è posta sotto l'egida della Deutscher Fussball-Bund. La squadra partecipa al campionato europeo di categoria, che si tiene ogni due anni.

## Partecipazioni ai tornei internazionali

### Mondiali Under-17
| Edizione | Turno            | PG              | V               | N               | P               | GF              | GS              |
| -------- | ---------------- | --------------- | --------------- | --------------- | --------------- | --------------- | --------------- |
| 1991     | Quarti di finale | 4               | 1               | 1               | 2               | 6               | 8               |
| 1993     | Non qualificata  | Non qualificata | Non qualificata | Non qualificata | Non qualificata | Non qualificata | Non qualificata |
| 1995     | Primo turno      | 3               | 1               | 0               | 2               | 3               | 6               |
| 1997     | Quarto posto     | 6               | 3               | 1               | 2               | 6               | 9               |
| 1999     | Primo turno      | 3               | 0               | 2               | 1               | 1               | 2               |
| 2001     | Non qualificata  | Non qualificata | Non qualificata | Non qualificata | Non qualificata | Non qualificata | Non qualificata |
| 2003     | Non qualificata  | Non qualificata | Non qualificata | Non qualificata | Non qualificata | Non qualificata | Non qualificata |
| 2005     | Non qualificata  | Non qualificata | Non qualificata | Non qualificata | Non qualificata | Non qualificata | Non qualificata |
| 2007     | Terzo posto      | 7               | 5               | 1               | 1               | 20              | 11              |
| 2009     | Ottavi di finale | 4               | 1               | 1               | 2               | 10              | 10              |
| 2011     | Terzo posto      | 7               | 6               | 0               | 1               | 24              | 9               |
| 2013     | Non qualificata  | Non qualificata | Non qualificata | Non qualificata | Non qualificata | Non qualificata | Non qualificata |
| 2015     | Ottavi di finale | 4               | 2               | 0               | 2               | 9               | 5               |
| 2017     | Quarti di finale | 5               | 3               | 0               | 2               | 11              | 7               |
| 2019     | Non qualificata  | Non qualificata | Non qualificata | Non qualificata | Non qualificata | Non qualificata | Non qualificata |
| 2023     | Campione         | 6               | 6               | 0               | 0               | 18              | 9               |
| 2025     | TBD              | –               | –               | –               | –               | –               | –               |

### Europei Under-17
| Edizione | Turno            | PG              | V               | N               | P               | GF              | GS              |
| -------- | ---------------- | --------------- | --------------- | --------------- | --------------- | --------------- | --------------- |
| 2002     | Quarti di finale | 4               | 2               | 2               | 0               | 9               | 4               |
| 2003     | Non qualificata  | Non qualificata | Non qualificata | Non qualificata | Non qualificata | Non qualificata | Non qualificata |
| 2004     | Non qualificata  | Non qualificata | Non qualificata | Non qualificata | Non qualificata | Non qualificata | Non qualificata |
| 2005     | Non qualificata  | Non qualificata | Non qualificata | Non qualificata | Non qualificata | Non qualificata | Non qualificata |
| 2006     | Semifinale       | 5               | 2               | 2               | 1               | 9               | 4               |
| 2007     | Primo turno      | 4               | 2               | 1               | 1               | 6               | 4               |
| 2008     | Non qualificata  | Non qualificata | Non qualificata | Non qualificata | Non qualificata | Non qualificata | Non qualificata |
| 2009     | Campione         | 5               | 5               | 0               | 0               | 13              | 2               |
| 2010     | Non qualificata  | Non qualificata | Non qualificata | Non qualificata | Non qualificata | Non qualificata | Non qualificata |
| 2011     | Secondo posto    | 5               | 2               | 1               | 2               | 6               | 8               |
| 2012     | Secondo posto    | 5               | 4               | 1               | 0               | 7               | 1               |
| 2013     | Non qualificata  | Non qualificata | Non qualificata | Non qualificata | Non qualificata | Non qualificata | Non qualificata |
| 2014     | Primo turno      | 3               | 0               | 1               | 2               | 1               | 3               |
| 2015     | Secondo posto    | 6               | 4               | 1               | 1               | 9               | 4               |
| 2016     | Semifinale       | 5               | 3               | 1               | 1               | 11              | 5               |
| 2017     | Semifinale       | 5               | 4               | 1               | 0               | 17              | 2               |
| 2018     | Primo turno      | 3               | 1               | 0               | 2               | 4               | 8               |
| 2019     | Primo turno      | 3               | 1               | 0               | 2               | 4               | 5               |
| 2022     | Quarti di finale | 4               | 3               | 0               | 1               | 10              | 3               |
| 2023     | Campione         | 6               | 4               | 2               | 0               | 16              | 5               |
| 2024     | Non qualificata  | Non qualificata | Non qualificata | Non qualificata | Non qualificata | Non qualificata | Non qualificata |
| 2025     | Primo turno      | 3               | 1               | 0               | 2               | 5               | 5               |